# Вонг, Мартин
Мартин Вонг (англ. Martin Wong; 11 июля 1946, Портленд – 12 августа 1999, Сан-Франциско) –   американский художник китайского происхождения второй половины XX века. Его описывали как «художника, чей дотошный призрачный реализм является одним из долговременных наследий нью-йоркской арт-сцены  Ист-Виллидж  1980-х годов». Картины Вонга – исследование этнических идентичностей, кросс-культурных элементов и сексуальности, включая гомоэротизм. Будучи заядлым участником уличной культуры Нижнего Ист-Сайда в Нью-Йорке, Вонг стал самым важным индивидуальным покровителем американского граффити-искусства. В 1986 году он стал одним из основателей музея граффити Питера Броды

## Биография
Мартин Виктор Вонг  родился 11 июля 1946 года в Портленде, где его дедушка владел ювелирным бизнесом. Его художественный талант проявился в 13 лет – после чего мать Вонга не давала ему угаснуть. Благодаря ей сохранился фонд его работ – бесценный ресурс  для исследователей искусства Вонга и его соратников, обширный архив материалов, которые она собирала и организовывала в течение нескольких десятилетий, хранится в Библиотеке Фейлс, Университет Нью-Йорка.
Окончив среднюю школу Джорджа Вашингтона в Сан-Франциско в 1964 году, Вонг изучал керамику в Государственный университет им. Гумбольдта, где он получил степень бакалавра в 1968 году.  Именно изучение керамики повлияло на дальнейшее развитие карьеры Вонга. Например, изучение керамический пигментов способствовало развитию у Вонга ощущения цвета, языка полутонов.  В тот период, когда художник изучал керамику, большинство американских университетских программ по живописи приуменьшали и даже унижали техническое мастерство и вместо этого подчеркивали концептуальный подход к созданию искусства. В итоге, многим американским художникам не доставало мастерства и техничности. Подготовка керамистов предполагает высокотехнологичную точность и мастерство ввиду сложных и потенциально опасных процессов изготовления керамики.
В 1978 году Вонг переехал на Манхэттен, в конце концов обосновавшись в Нижнем Ист-Сайде, где его внимание было сосредоточено исключительно на живописи. После приезда Вонг переехал в гостиницу Мейерс на Стентон-стрит, где заключил договор с менеджером на три месяца бесплатной аренды, если он завершит ремонтные работы в трех поврежденных структурой помещениях. Как оказалось, три месяца превратились в три года, когда он нашёл работу ночным сторожем для здания. Позже он переедет в шестиэтажную квартиру на Ридж-стрит, которая была занята торговцами героином и наркоманами в 1981 году. Сначала Вонг поддерживал свое существования после переезда в Нью-Йорк, работая в книжном магазине Метрополитен-музея искусств. Картины Вонга-самоучки варьировались от жестких, сердечных изображений распадающегося Нижнего Ист-Сайда до игривых, почти китчевых изображений китайских кварталов Нью-Йорка и Сан-Франциско, до дорожных знаков для людей с нарушениями слуха. Описывая сам предмет некоторых своих картин, Вонг однажды сказал: «Все, что я рисую, находится в четырех кварталах от того места, где я живу, и люди - это люди, которых я знаю и вижу все время».
Картины Вонга обветшалых домов были прямой интерпретацией среды, в которой он жил. В конце 1970-х годов Нижний Ист-Сайд был районом рабочего класса – этнических меньшинств: афроамериканцы, доминиканцы и другие латиноамериканские общины. Хотя в Нижнем Ист-Сайде начали предприниматься усилия по облагораживанию, поджоги и вандализм оставили многочисленные здания в плачевных условиях. В придачу к мрачному городскому пейзажу, парк Томпкинс-сквер стал сердцем криминала, в особенности – торговли героином. Точно так же внимание Вонга на афроамериканских и латиноамериканских предметах было не преднамеренным, а скорее косвенным для сообществ, которые он наблюдал в своей повседневной жизни. В это время «парадигмой», основанной на идентичности, в мире искусства стало ограничение художниками темами, принадлежащими к их собственному этническому и расовому наследию. Однако Вонг разрушил преграды для собственного творческого пути.  

## Творчество

### Ранние эксперименты
Памятник раннего творчества Вонга – работа Стэнтон возле Форсайт-стрит (1983).
Несмотря на ломаное пространство массивных фоновых зданий и детализации текстуры кирпичных и гипсовых стен, другие элементы подчеркивают, что сцена представляет собой искусственную конструкцию, наделенную неестественными размерами. Вонг нарушает законы трехмерного пространства. Большая часть плоского чёрного неба покрыта блочными руками, которые излагают на американском языке жестов слова одного из стихов Вонга о небесах ночью. В немногих оставшихся местах неба Вонг вытащил и обозначил несколько карт созвездий - таким образом, абстрактно обозначая небесные тела, которые он решил не изображать иллюзорно.Играя с уровнями реальности, Вонг заключил уличную сцену в расписную деревянную раму из тромпа-ла-эйла, которую он надписал ниже со своим именем, названием и датой и выше поэтически вызывающими фразами: «Утро на краю времени. Это никогда не имело значения ".
Гостиничный номер, в котором жил и работал Вонг, «Мой секретный мир» (1984), сравнивали со «Спальней в Арле» (1888) Винсента ван Гога, которого позднее художник считал вдохновением для своих собственных усилий по созданию новая манера рисования, раскрывающая духовное в мирском. В отличие от Ван Гога, Вонг делает свою комнату видимой только через два окна и, таким образом, лишает зрителя полного обзора пространства, предоставленного Ван Гогом. Размытые границы между реальностью и иллюзией, кирпичные ряды создают изысканный рисунок поверхности. Оконные рамы имеют различные надписи, в том числе заявление о том, что «именно в этой комнате появились первые в мире картины для людей с нарушениями слуха».

### Витрины
В 80-е Вонг создал обширную серию картин «Витрины», на которых изображены фасады различных предприятий, мест отправления культа и общественных организаций, расположенных в Нижнем Ист-Сайде. Например, в «Африканской церкви на 9-й улице» (1985 г.) изображены двое обитателей храма на внешней стороне его стен, которые плотно покрыты надписями. Как и многие другие картины из этой серии, «Африканский…» демонстрирует увлечение Вонга граффити.
Размывая границы между реальностью и иллюзией, Вонг создает несколько картин на витрине магазина, таких как «Пятидесятница Иглесиа» (1986), примерно таких же размеров, как и фасады, которые они должны изображать. Более того, как Джаспер Джонс сделал в «Белом флаге» (1955), Вонг подчеркивает эквивалентность живописи и сюжета, опуская любые признаки пространственной глубины. Тем не менее, как в Белом Флаге, так и в Пятидесятнической Иглесии, слегка текстурированная краска указывает на то, что изображения являются воспроизведением других вещей.
Несмотря на сильное влияние интеллектуально сложного подхода Джонса к изображению предположительно обычных объектов, Вонг отличался от него тем, что фокусировался на предметах, которые находились в резонансе с опытом тех, кто исключен из основного потока из-за расы, экономического положения или сексуальной ориентации. Тем не менее, несмотря на яркую индивидуальность Вонга, ссылки на гомосексуализм в его картинах начала 1980-х годов почти так же сдержанны, как и в картинах Джона.

### Гомоэротические картины
Одним из первых экспериментов с собственной ориентацией через призму восприятия Вонга стала картина «Благовещение» (1984) – бесплатная визуализация инцидента в известной критике пьесе Пиеро «Короткие глаза» (1974), установленной в неназванной тюрьме в Нью-Йорке.
Вонг, в частности, ссылается на попытку изнасилования красивого молодого Кекса наркоманом Пако, но он вносит ряд изменений в пьесу Пьеро. Например, Вонг перемещает сцену из душа в более нейтральную обстановку коридора за пределами тюремной камеры, где Cupcake менее уязвим. Хотя выдержки из текста Пьеро на фоновой стене подчеркивают жестокость этого инцидента, Вонг превращает эту жестокую сцену в трансцендентальную духовную встречу посредством обработки фигур.
Следуя образам, традиционно используемым в католических алтарях Благовещения, Вонг показывает, как Пако наклоняется одним коленом на земле, когда он поднимает руку в знак приветствия кекс. В пьесе Капкейк решительно отвергает Пако, но Вонг показывает Капкейка с неоднозначным, довольно озадаченным выражением на лице, когда он поворачивается к Пако. Таким образом, Вонг оставляет открытой возможность того, что Капкейк может принять предложение любви Пако.
Ссылка на Благовещение подчеркивается большим букетом роз, нарисованным на стенах в правом верхнем углу. Эти традиционные символы Девы Марии также, возможно, были отчасти предназначены для намека на «Богоматерь цветов» (1942), одну из самых известных книг Жана Жене, которая объединила католицизм и гомоэротизм в своих выдуманных рассказах о тюремной жизни.
Генет имел культовый статус в кругах странного искусства, которые Вонг часто посещал в Нью-Орке. Друг Вонга, Дэвид Войнарович, также воздал дань уважения французскому автору в его «Без названия», ксероксном коллаже 1979 года; Половинный ореол Генета стоит на переднем плане, кажется, собора, взорванного бомбами, который заполнен человеческими и ангельскими фигурами и на котором изображен большой алтарь Христа, «стреляющий».
С середины 1980-х до начала 1990-х Вонг создал другие картины, вдохновленные яркими устными рассказами Пьеро о его опыте в тюрьме. К ним относятся пенитенциарная лиса (1988 г.) и Священная плащаница Пепе Тисцел (1990 г.).
Кроме того, в этот период Вонг создал много других картин, посвященных странной сексуальности, которые не напрямую ссылаться на счета Пьеро. Например, вызывающе озаглавленное «Большая жара» (1988) связано с его давним увлечением пожарными. На этой картине изображены два грубо красивых латинских пожарника, страстно целующихся перед сгоревшим кирпичным многоквартирным домом на заднем плане.
Поскольку противопожарное оборудование не видно, кажется возможным, что эти «пожарные» - просто два странных человека, которым нравится одеваться в униформу, как это делал Вонг. Показателем интенсивной странной сексуальной энергии этого изображения является тот факт, что его репродукция была изображена на плакате Хэллоуина 1994 года - популярном гей-клубе в Нижнем Ист-Сайде.
Близнецы (1988) показывают двух латиноамериканских мужчин, одетых в одежду для пожаротушения, стоящих с переплетенными руками; название ссылается не только на пару, но и на созвездие, видимое в небе. Вонг, возможно, предполагал, что круглая форма напоминает картины Тондо, использовавшиеся в итальянском Ренессансе для празднования брака. Расположение упрощенных кубических зданий напоминает городские пейзажи в итальянских картинах XV века. Более того, богато украшенная рама, разработанная Вонгом, очень соответствует образцам эпохи Возрождения.

## Последние годы и смерть
В 1994 году Вонгу поставили диагноз СПИД, и, поскольку в следующем году его здоровье ухудшилось, он решил вернуться в Сан-Франциско. Хотя он продолжал рисовать, уровень его производительности снизился.
В 1998 году всесторонняя ретроспективная выставка, проходившая в Новом музее современного искусства в Нью-Йорке и в галереях государственного университета Иллинойса, Нормаль, способствовала его растущей репутации крупного американского художника. Мартин Вонг скончался 12 августа 1999 года в доме его матери Флоренс Вонг Фай, которая нежно заботилась о нём в последние годы жизни в Сан-Франциско. Чтобы отпраздновать его жизнь и искусство, Музей города Нью-Йорка провел мемориальную программу в его честь 1 ноября 1999 года.
С 2003 года Фонд Мартина Вонга признал его поддержку начинающих художников, предоставив стипендии для студентов и аспирантов в области живописи и керамики в Университете штата Аризона, Университете имени Гумбольдта, Университете Нью-Йорка и Университете штата Сан-Франциско.